# Decatur, Alabama
Decatur är en stad (city) i Morgan County i den amerikanska delstaten Alabama, USA. Decatur är administrativ huvudort (county seat) i Morgan County. 
Staden är belägen i den norra delen av delstaten vid Tennesseefloden cirka 50 km söder om gränsen till Tennessee och cirka 290 km norr om huvudstaden Montgomery.

## Kända personer från Decatur
- Richard W. Austin, politiker
- Lucas Black, skådespelare
- Mae Jemison, astronaut
- Dean Jones, skådespelare
- Gordon Terry, musiker